# Dirk Stikker
Dirk Uipko Stikker GCVO GBE (5 de fevereiro de 1897 – 23 de dezembro de 1979) foi um político,  diplomata e empresário holandês do extinto Partido do Estado Liberal (LSP), cofundador do extinto Partido da Liberdade (PvdV) e do Partido Popular para a Liberdade e Democracia (VVD). Stikker era conhecido por suas habilidades como gerente e negociador. Stikker continuou a comentar sobre assuntos políticos como estadista até sua morte. Ele detém a distinção de ser o 1° Secretário-Geral da OTAN dos Países Baixos. 

## Biografia
Nascido em Winschoten, estudou direito na Universidade de Groningen. Após seus estudos, ele começou uma carreira no setor bancário. Em 1935, ele se tornou diretor da Heineken International, a famosa empresa de cerveja. Ele ocupou este cargo até 1948. Em 1945, ele estava entre os organizadores da Stichting van de Arbeid (Fundação Trabalhista Holandesa), ajudando assim a lançar as bases para a negociação coletiva do pós-guerra nos Países Baixos. 

## Carreira
De 1922 a 1926, Stikker trabalhou como contador no Twantsche Bank e depois como diretor de uma agência do banco de 1926 a 1928. Depois, de 1928 a 1935, Stikker trabalhou como gerente regional do Twantsche Bank. Stikker trabalhou como membro do conselho de administração da Heineken NV de 1º de julho de 1935 a 1º de agosto de 1948 e como presidente desse conselho de 1940 a 1948. Após o fim da Segunda Guerra Mundial, a Rainha Guilhermina ordenou a revogação do Parlamento e Stikker tornou-se membro do Senado, substituindo o falecido Samuel van den Bergh, em 20 de novembro de 1945. Em 23 de março de 1946, o Partido Liberal do Estado foi renomeado como Partido da Liberdade. Stikker foi um dos cofundadores e se tornou o líder e presidente do Partido da Liberdade. Em 24 de janeiro de 1948, o Partido da Liberdade (PvdV) e o Committee-Oud se fundiram para formar o Partido Popular para a Liberdade e Democracia (VVD). Stikker foi um dos cofundadores e se tornou o primeiro presidente do Partido Popular para a Liberdade e a Democracia. 
Após a eleição de 1948, o líder do Partido Popular para a Liberdade e Democracia e líder parlamentar do Partido Popular para a Liberdade e Democracia na Câmara dos Representantes, Pieter Oud, optou por permanecer na Câmara dos Representantes em vez de aceitar um cargo ministerial no novo Gabinete Drees–Van Schaik e apoiou Stikker, que estava servindo como vice-líder do Ministro das Relações Exteriores, assumindo o cargo em 7 de agosto de 1948. O Gabinete Drees–Van Schaik caiu em 24 de janeiro de 1951 e foi substituído pelo Gabinete Drees I, com Stikker continuando como Ministro das Relações Exteriores, tomando posse em 15 de março de 1951. Em fevereiro de 1952, Stikker anunciou que não se candidataria às eleições de 1952. O Gabinete Drees I foi sucedido pelo Gabinete Drees II em 2 de setembro de 1952. Stikker permaneceu na política ativa e foi nomeado Embaixador dos Países Baixos no Reino Unido, servindo de 10 de setembro de 1952 até 15 de junho de 1958, quando foi nomeado Representante Permanente dos Países Baixos na OTAN e na OCDE. Em abril de 1961, Stikker foi nomeado o próximo Secretário-Geral da OTAN. Ele renunciou ao cargo de Representante Permanente em 21 de abril de 1961, dia em que foi empossado como Secretário-Geral, servindo de 21 de abril de 1961 até 1º de agosto de 1964. 
Após sua aposentadoria, Stikker ocupou vários cargos como diretor corporativo e diretor sem fins lucrativos em conselhos de supervisão no mundo empresarial e industrial e em conselhos de supervisão de diversas organizações não governamentais e institutos de pesquisa internacionais (Unilever, Van Lanschot, Netherlands Atlantic Association, Carnegie Foundation, Trilateral Commission e DSM Company) e como defensor e lobista da integração europeia, atuando em diversas comissões da Comunidade Econômica Europeia e comissões estaduais em nome do governo holandês. 

## Política

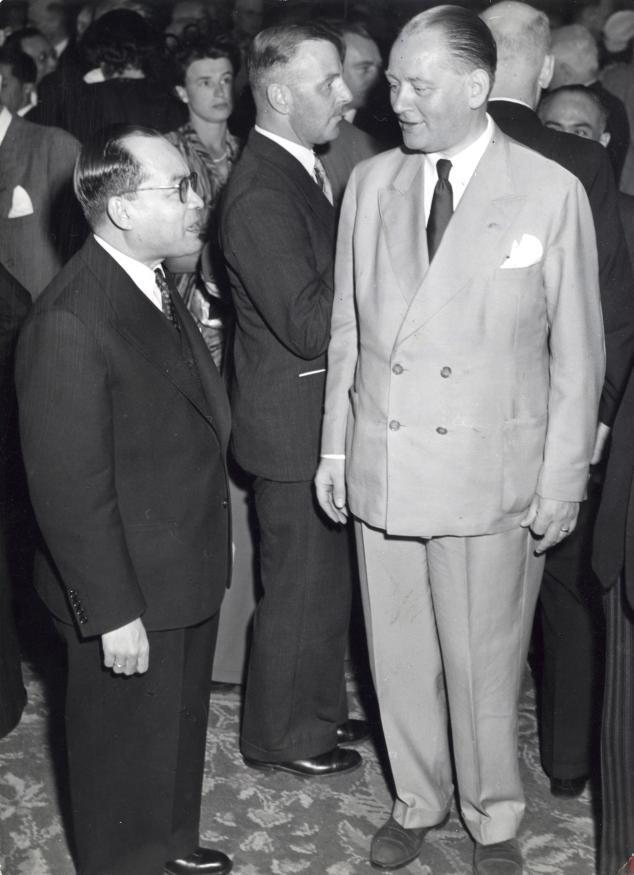
O vice-presidente e primeiro-ministro da Indonésia, Mohammad Hatta, e o ministro das Relações Exteriores, Dirk Stikker, durante uma reunião em Haia, em 25 de agosto de 1949.

Stikker entrou na política em 1945, quando foi eleito para o Senado dos Estados Gerais. Em 23 de março de 1946, ele co-fundou o Partij van de Vrijheid (PvdV, Partido da Liberdade), juntamente com alguns ex-membros do Liberale Staatspartij (LSP, Partido do Estado Liberal) antes da guerra. Em 24 de janeiro de 1948, o PvdV foi absorvido pelo Volkspartij voor Vrijheid en Democratie (VVD, Partido Popular para a Liberdade e Democracia), que é Desde 2022  o partido liberal mais importante do país. Stikker foi o primeiro presidente do VVD. 

### Ministro das Relações Exteriores
Em 1948, Stikker tornou-se ministro das Relações Exteriores no primeiro governo liderado por Willem Drees, ocupando o cargo até 1951. Depois que seu partido adotou uma moção de censura à política colonial do governo na Nova Guiné, Stikker renunciou em 23 de janeiro de 1951, provocando a queda do gabinete. Ele retornou ao cargo menos de dois meses depois. A Holanda desempenhou um papel importante na criação da OTAN e da Comunidade Europeia do Carvão e do Aço durante o mandato de Stikker como ministro das Relações Exteriores. 

### Embaixador
Após seu mandato ministerial, Stikker foi embaixador no Reino Unido (1952–1958) e chefe da Representação Permanente Neerlandesa no Conselho do Atlântico Norte e na Organização para a Cooperação Econômica Europeia, a antecessora da OCDE (1958–1961). 

### Secretário-Geral da OTAN
Em 21 de abril de 1961, ele sucedeu Paul-Henri Spaak e se tornou o 3° Secretário-Geral da OTAN. Ele renunciou devido a problemas de saúde em 1º de agosto de 1964. 

## Vida pessoal
Em 1964, Stikker recebeu um doutorado honorário da Universidade Brown. Ele morreu em Wassenaar em 1979, aos 82 anos. 

## Condecorações
| Condecoração | Condecoração                                                           | Condecoração       | Condecoração            | Condecoração                                   |
| Barreta      | Honraria                                                               | País               | Data                    | Nota                                           |
| ------------ | ---------------------------------------------------------------------- | ------------------ | ----------------------- | ---------------------------------------------- |
|              | Grã-Cruz da Ordem da Coroa de Carvalho                                 | Luxemburgo         | 29 de abril de 1949     |                                                |
|              | Grã-Cruz da Ordem da Coroa                                             | Bélgica            | 15 de setembro de 1950  |                                                |
|              | Cavaleiro Grã-Cruz da Ordem do Império Britânico                       | Reino Unido        | 30 de maio de 1951      |                                                |
|              | Cavaleiro Grã-Cruz da Real Ordem Vitoriana                             | Reino Unido        | 24 de dezembro de 1958  |                                                |
|              | Cavaleiro Grã-Cruz da Ordem do Mérito da República Italiana            | Itália             | 9 de setembro de 1961   |                                                |
|              | Grã-Cruz da Ordem Nacional da Legião de Honra                          | França             | 1 de junho de 1962      |                                                |
|              | Grã-Cruz da Ordem da Fênix                                             | Reino da Grécia    | 18 de novembro de 1962  |                                                |
|              | Grã-Cruz 1ª Classe da Ordem do Mérito da República Federal da Alemanha | Alemanha Ocidental | 23 de maio de 1963      |                                                |
|              | Cavaleiro Grã-Cruz da Ordem de Orange-Nassau                           | Países Baixos      | 30 de abril de 1965     | Elevado de Comandante (30 de setembro de 1952) |
|              | Comendador da Ordem do Leão Neerlandês                                 | Países Baixos      | 19 de fevereiro de 1972 | Elevado de Cavaleiro (31 de agosto de 1946)    |